# Brian H. White
Brian Humphrey „H.“ White (* 3. Oktober 1944 in Salisbury) ist ein englischer Badminton- und Cricketspieler.

## Karriere
Brian H. White startet für Wiltshire und gewann dort 19 County-Titel in Serie. Des Weiteren erkämpfte er 12 Herrendoppel- und 20 Mixedtitel in Wiltshire. Von 1967 bis 1974 stand er regelmäßig im Hauptfeld der All England. Bei der englischen Meisterschaft 1971 gewann er Bronze im Einzel. Als Teammanager begleitete er die englische Nationalmannschaft 1981 in Malaysia.